# 조선본 천하여지도
조선본 천하여지도(朝鮮本 天下輿地圖)는 서울특별시 종로구 서울역사박물관에 있는 조선시대의 지도이다. 2002년 12월 26일 서울특별시의 유형문화재 제165호로 지정되었다가, 2008년 12월 22일 대한민국의 보물 제1601호로 승격 지정되었다.

## 개요
이 지도는 1594년 중국 明代 학자인 왕반(王泮)이 識文을 쓴 목판본『輿地圖』를 底本으로 하여 우리나라와 중국, 일본 등을 그린 채색필사본 지도이다.
이 지도는 상단 1/3 정도가 결실되었고 중단에는 중국(明), 조선, 일본, 류구(琉球 : 현 일본 오키나와縣) 등이 그려져 있으며 하단 우측에는 王泮의 識文과 성명 미상의 조선인이 지도제작의 경위를 쓴 발문(跋文)이 있다.
이 지도에는 제작연대가 明記되어 있지는 않지만 임진왜란 후 1594년 제작된 왕반의『여지도(輿地圖)』를 기본도로 한 사실이 발문에서 확인되고, 1644년 멸망한 明을「天朝」라고 쓰고 있지만, 1658년(인조26년) 능성현(綾城縣)에서 능주(綾州)로 승격된 능주가 지도상에 표시된 데 비해 1672년(인조 40년) 정가산성(定架山城)의 邑名으로 처음 등장하는 칠곡(漆谷)은 지도상에 나타나지 않은 점 등을 종합적으로 고려하면 이 지도는 빨라도 1594년 이후, 늦어도 1672년 이전에는 제작되었던 것으로 추정된다.
이 지도에는 오늘날의 독도가 평산도(平山島)라는 명칭으로 표시되어 있는데 이는 우산도(于山島)를 잘못 표기한 것으로 보이며 그 위치가 울릉도 서쪽에 표시된 것은 1696년(숙종 22년) 안용복 사건 발생 이전에 우리나라에서 제작된 다른 여지도와 마찬가지로 지도제작 당시 독도 지역에 대한 정보가 잘 알려지지 않은데서 기인한 것이다.
현재 17세기 동아시아 지도가 드문데다 제작자가 明나라의 지도를 그대로 모사하지 않고『대명관제(大明官制)』와『일통지(一統志)』를 참고하여 첨삭, 수정함으로써 王泮의『輿地圖』와는 다른 지도로 변모시켰고 또한 중국을 중심으로 그려진『輿地圖』에 우리나라 부분을 크게 덧붙여 그림으로써 제작당시의 우리나라 지리정보를 상세히 제공해준다는 점 등에서 이 지도는 서울시 유형문화재로 지정할 가치가 있다.

## 보물 승격사유
이 지도는 프랑스 국립도서관에 소장된 프랑스 국립도서관에 소장된 <혼일강리도>의 왕반지 여지도모회증보본과 같은 원도를 사용했거나 같은 계열의 지도인 것으로 판단된다. 지도의 내용은 17세기 초의 상황을 반영하고 있다. 이 시점에 조선에서 그려진 동아시아 지도 가운데 홋카이도의 존재를 분명히 한 지도라는 점에서 특별한 의미가 있다. 홋카이도의 존재와 그 위치는 조선에서 오랫동안 분명치 않아서 여러 가지 혼선이 있었다는 점을 감안하면 가치가 크다고 할 수 있다. 또한 국내에 전하는 조선시대 제작의 세계지도가 드물다는 점을 고려할 때 자료적 가치도 매우 높다.

## 같이 보기
- 천하여지도

## 참고 자료
- 조선본 천하여지도 - 국가유산청 국가유산포털